# Bravú
Le Bravú est un mouvement musical et culturel né dans les années 1990 du XXe siècle en Galice (Espagne) qui recoupe plusieurs groupes hétérogène dont le point commun est essentiellement la revendication de la culture populaire galicienne et l'admiration de figures altermondialistes comme Manu Chao et Fermin Muguruza. On peut considérer le bravú comme un rock rural de la Galice profonde, une forme d'expression des enfants de paysans et de pêcheurs, et des nouveaux quartiers des centres urbains, qui racontent leur quotidien, toujours caractérisée par le comique et l'ironie, formes d'expression typiques de Galice. 

## La culture du mouvement
Xavier Valiño  a énoncé l'un des principes de ce mouvement dans son livre, "A paixón que queima o peito" ("La passion qui brule la poitrine"), d'après les paroles de leurs membres, le bravú est un "rock non châtré, qui apparait lorsque les guitares arrivent dans les campagnes" (il faut entendre, les campagnes de Galice, évidemment).
Sous l'influence d'expériences antérieures telles Os Resentidos, Fuxan os Ventos, The Pogues, The Clash, Mano Negra ou Negu Gorriak, une nouvelle génération de rockeurs galiciens, non seulement fait preuve d'une grande culture musicale, mais se libère du complexe d'utiliser le galicien. Ils canalisent ainsi la rébellion inhérente à leur génération et traitent des problèmes de leur époque : chômage, objection au service militaire, le sexe, les problèmes agraires et des caciques de la Galice actuelle. 

## Les groupes
On peut classer dans ce mouvement les groupes et artistes ci-après :
- Os Resentidos de Antón Reixa - Os Diplomáticos de Monte-Alto - Heredeiros da Crus - Yellow pixoliñas - Ruxe Ruxe - Rastreros

## Au-delà du mouvement musical
Bien que le bravú soit essentiellement un mouvement musical, des journalistes et des écrivains se sont identifiés ou on contribué à diffuser le mouvement bravú, tels Xurxo Souto et Manuel Rivas. La revue Revista Bravú a été la plateforme du mouvement.